# Skysslingen
Skysslingen är en sjö i Hedemora kommun i Dalarna och ingår i Dalälvens huvudavrinningsområde. Sjön har en area på 0,0974 kvadratkilometer och ligger 126,9 meter över havet.

## Delavrinningsområde
Skysslingen ingår i det delavrinningsområde (670449-152275) som SMHI kallar för Utloppet av Grycken. Medelhöjden är 137 meter över havet och ytan är 30,99 kvadratkilometer. Räknas de 16 avrinningsområdena uppströms in blir den ackumulerade arean 186,87 kvadratkilometer. Långshytteån (Glasån) som avvattnar avrinningsområdet har biflödesordning 2, vilket innebär att vattnet flödar genom totalt 2 vattendrag innan det når havet efter 185 kilometer. Avrinningsområdet består mestadels av skog (57 procent). Avrinningsområdet har 10,51 kvadratkilometer vattenytor vilket ger det en sjöprocent på 33,9 procent.